# Mark Hammond
Pour les articles homonymes, voir Hammond.
Mark Hammond, est un athlète américain né en 1985. Spécialiste de l'ultra-trail, il a notamment terminé troisième de la Western States 100 en 2018.

## Résultats
| no | masculin           | Course             | Longueur | Départ       | Temps            |
| -- | ------------------ | ------------------ | -------- | ------------ | ---------------- |
| 3e | Médaille de bronze | Western States 100 | 100 mi   | 23 juin 2018 | 16 h 08 min 59 s |